# LeRoy Grannis
LeRoy Grannis (Hermosa Beach, 12 de agosto de 1917 - Hermosa Beach, 3 de fevereiro de 2011) foi um fotógrafo norte-americano, conhecido como responsável pela popularização do surfe através de suas imagens ligadas ao mar e ao esporte, feitas nas décadas de 1960 e 1970. Praticou surfe até os 84 anos de idade.